# Hurricane (Utah)
Hurricane – miasto w Stanach Zjednoczonych, w stanie Utah, w hrabstwie Washington.

## W prawdziwym życiu
Hurricane jest miejscem akcji serii Five Nights at Freddy’s. 